# علي السعدي (لاعب كرة قدم إماراتي)
علي سعيد السعدي (مواليد 15 يوليو 1982) لاعب كرة قدم إماراتي يجيد اللعب في الوسط والدفاع.
لعب سابقاً لأندية الظفرة والشارقة و الفجيرة و اتحاد كلباء و دبا الفجيرة.